# (73152) 2002 GV102
(73152) 2002 GV102 – planetoida z pasa głównego asteroid okrążająca Słońce w ciągu 4,21 lat w średniej odległości 2,61 j.a. Odkryta 10 kwietnia 2002 roku.